# Olympische Sommerspiele 2004/Synchronschwimmen
Bei den Olympischen Sommerspielen 2004 in Athen wurden im Synchronschwimmen zwei Wettbewerbe für die Damen ausgetragen, eine im Duett und eine mit der Mannschaft.
Die Wettbewerbe wurden im Olympic Aquatic Centre ausgetragen, sowohl im Duett als auch in der Gruppe kamen die Olympiasiegerinnen aus Russland.

## Wettbewerbe und Zeitplan
Legende zum nachfolgend dargestellten Wettkampfprogramm:
|  | Qualifikationswettkämpfe |  | Medaillenentscheidungen |

| Zeitplan der Wettbewerbe | Zeitplan der Wettbewerbe | Zeitplan der Wettbewerbe | Zeitplan der Wettbewerbe | Zeitplan der Wettbewerbe | Zeitplan der Wettbewerbe | Zeitplan der Wettbewerbe | Zeitplan der Wettbewerbe |
| Wettbewerb               | August                   | August                   | August                   | August                   | August                   | Entscheidungen           |                          |
| Wettbewerb               | 23.                      | 24.                      | 25.                      | 26.                      | 27.                      | Entscheidungen           |                          |
| ------------------------ | ------------------------ | ------------------------ | ------------------------ | ------------------------ | ------------------------ | ------------------------ | ------------------------ |
| Duett                    |                          |                          |                          |                          |                          | 1                        |                          |
| Gruppe                   |                          |                          |                          |                          |                          | 1                        |                          |

## Bilanz

### Medaillenspiegel
| Platz | Land               | Gold | Silber | Bronze | Gesamt |
| ----- | ------------------ | ---- | ------ | ------ | ------ |
| 1     | Russland           | 2    | —      | —      | 2      |
| 2     | Japan              | —    | 2      | —      | 2      |
| 3     | Vereinigte Staaten | —    | —      | 2      | 2      |

### Medaillengewinner
| Konkurrenz | Gold | Silber | Bronze |
| ---------- | --- | --- | --- |
| Duett      | Anastassija Dawydowa & Anastassija Jermakowa | Miya Tachibana & Miho Takeda | Alison Bartosik & Anna Kozlova |
| Gruppe     | RusslandJelena Asarowa Olga Brusnikina Anastassija Dawydowa Marija Gromowa Anastassija Jermakowa Elwira Chassjanowa Marija Kisseljowa Olga Nowokschtschenowa Anna Schorina | JapanMichiyo Fujimaru Saho Harada Naoko Kawashima Kanako Kitao Emiko Suzuki Miya Tachibana Miho Takeda Juri Tatsumi Yōko Yoneda | Vereinigte StaatenAlison Bartosik Tamara Crow Erin Dobratz Rebecca Jasontek Anna Kozlova Sara Lowe Lauren McFall Stephanie Nesbitt Kendra Zanotto |

## Ergebnisse

### Duett
| Platz | Land | Sportlerinnen                              | Punkte |
| ----- | ---- | ------------------------------------------ | ------ |
| 1     | RUS  | Anastassija Dawydowa Anastassija Jermakowa | 99,334 |
| 2     | JPN  | Miya Tachibana Miho Takeda                 | 98,417 |
| 3     | USA  | Alison Bartosik Anna Kozlova               | 96,918 |
| 4     | ESP  | Gemma Mengual Paola Tirados                | 96,251 |
| 5     | FRA  | Virginie Dedieu Laure Thibaud              | 95,584 |
| 6     | CAN  | Fanny Létourneau Courtenay Stewart         | 95,334 |
| 7     | CHN  | Gu Beibei Zhang Xiaohuan                   | 93,669 |
| 8     | ITA  | Beatrice Spaziani Lorena Zaffalon          | 93,250 |

Datum: 23.–25. August 2004

### Gruppe
| Platz | Land | Sportlerinnen | Punkte |
| ----- | ---- | --- | ------ |
| 1     | RUS  | Jelena Asarowa Olga Brusnikina Anastassija Dawydowa Marija Gromowa Anastassija Jermakowa Elwira Chassjanowa Marija Kisseljowa Olga Nowokschtschenowa Anna Schorina | 99,501 |
| 2     | JPN  | Michiyo Fujimaru Saho Harada Naoko Kawashima Kanako Kitao Emiko Suzuki Miya Tachibana Miho Takeda Juri Tatsumi Yōko Yoneda                                         | 98,501 |
| 3     | USA  | Alison Bartosik Tamara Crow Erin Dobratz Rebecca Jasontek Anna Kozlova Sara Lowe Lauren McFall Stephanie Nesbitt Kendra Zanotto                                    | 97,418 |
| 4     | ESP  | Raquel Corral Andrea Fuentes Tina Fuentes Gemma Mengual Ana Montero Irina Rodríguez Ione Serrano Paola Tirados                                                     | 96,751 |
| 5     | CAN  | Erin Chan Jessica Chase Jessika Dubuc Marie-Pierre Gagné Fanny Létourneau Shayna Nackoney Anouk Renière-Lafrenière Courtenay Stewart                               | 95,251 |
| 6     | CHN  | Chen Yu Gu Beibei He Xiaochu Hou Yingli Hu Ni Li Zhen Wang Na Zhang Xiaohuan                                                                                       | 94,584 |
| 7     | ITA  | Monica Cirulli Costanza Fiorentini Joey Paccagnella Elisa Plaisant Beatrice Spaziani Federica Stefanelli Lorena Zaffalon Laura Zanazza                             | 94,084 |
| 8     | GRE  | Aglaia Anastasiou Maria Christodoulou Eleftheria Ftouli Effrosyni Gouda Apostolia Ioannou Evgenia Koutsoudi Olga Pelekanou Christina Thalassinidou                 | 92,750 |

Datum: 26.–27. August 2004